# Sphecodes biroi
Sphecodes biroi är en biart som beskrevs av Heinrich Friese 1909. Sphecodes biroi ingår i släktet blodbin, och familjen vägbin. Inga underarter finns listade i Catalogue of Life.